# Зайцев, Иосиф Михайлович
Иосиф Михайлович Зайцев (1890—1938) — участник Гражданской войны, дважды Краснознамёнец (1923, 1924).

## Биография
Иосиф Зайцев родился в 1890 (по другим данным — в 1891) году в городе Ливны (ныне — Орловская область). Окончил три класса школы и четыре класса городского училища. С раннего возраста работал водопроводчиком. В 1917 году был призван в армию, стал командиром Ижевского коммунистического полка. В 1918 году Зайцев пошёл на службу в Рабоче-крестьянскую Красную Армию. Участвовал в боях Гражданской войны, будучи сначала военным комиссаром Донского конного казачьего корпуса, а затем военным комиссаром 15-й и 20-й кавалерийских дивизий. Неоднократно отличался в боях.
За умелое командование 15-й кавалерийской дивизией в бою 15 мая 1920 года при прорыве вражеского фронта у д. Михайловичи Приказом Революционного Военного Совета Республики № 31 от 1 марта 1923 года Иосиф Зайцев был награждён орденом Красного Знамени РСФСР.
За героизм, проявленный военкомом 6-й кавалерийской дивизии 2-й Конной армии против войск Н. Махно 6 августа 1920 года Приказом Революционного Военного Совета Республики № 267 от 4 сентября 1924 года Иосиф Зайцев вторично был награждён орденом Красного Знамени РСФСР.
После окончания Гражданской войны Зайцев был старшим политическим инструктором Политического Управления РККА, руководил Рабоче-крестьянской инспекцией Туркестанского фронта, был военным комиссаром Московской авиационной школы. Избирался делегатом IX съезда ВКП(б). В 1923 году Зайцев был уволен в запас. Проживал в Москве, находился на высоких хозяйственных должностях, руководил отделами ВСНХ РСФСР, затем был заместителем управляющего фото-кинотрестом СССР. В 1930-е годы Иосиф Зайцев руководил Главной транспортной инспекцией Осоавиахима. 15 ноября 1937 года он был арестован органами НКВД СССР по обвинению в членстве в «контрреволюционной террористической организации». 10 марта 1938 года Военная коллегия Верховного Суда СССР приговорила Зайцева к высшей мере наказания — расстрелу. Приговор был приведён в исполнение в тот же день. Прах Зайцева захоронен на расстрельном полигоне «Коммунарка».
24 ноября 1956 года Военная коллегия Верховного Суда СССР посмертно реабилитировала Зайцева.